# بوب بويد (لاعب هوكي الجليد)
بوب بويد هو لاعب هوكي الجليد كندي، ولد في 27 نوفمبر 1951 في تورونتو في كندا.

## وصلات خارجية
- بوب بويد على موقع EliteProspects.com (الإنجليزية)
- بوب بويد على موقع HockeyDB.com (الإنجليزية)
- بوب بويد على موقع Hockey-Reference.com (الإنجليزية)